# Umweltinformationsgesetz (Österreich)
Das österreichische Umweltinformationsgesetz (UIG) von 2004 hat das Ziel, den freien Zugang zu Umweltinformationen zu schaffen und Umweltinformationen zu verbreiten.

## Entstehungsgeschichte
Verbindliche Voraussetzungen für einen öffentlichen Zugang zu Umweltinformationen wurden auf europäischer Ebene bereits 1990 mit der Richtlinie 90/313/EWG des Rates der Europäischen Gemeinschaften vom 7. Juli 1990 geschaffen.
In Österreich wurde diese Richtlinie in Form des Umweltinformationsgesetzes (UIG) vom 27. Juli 1993 in nationales Recht umgesetzt. Das UIG 1993 verlieh erstmals dem Einzelnen durch die Verpflichtung der Behörden und Ämter, ihre Umweltinformationen transparent zu halten, einen neuen Informationsanspruch im Sinne demokratischer Mitgestaltung.
Die Richtlinie 2003/4/EG des Europäischen Parlaments und des Rates vom 28. Januar 2003 über den Zugang der Öffentlichkeit zu Umweltinformationen folgt der auch von Österreich gezeichneten und ratifizierten Aarhus-Konvention und gewährleistet das – nunmehr erweiterte – Recht jedes Antragstellers auf einfachen und umfassenden Zugang zu den bei den Behörden vorhandenen Umweltinformationen.
Österreich ist seit 2005 Vertragspartei der Aarhus-Konvention. Dieses UNECE Übereinkommen ist der erste völkerrechtliche Vertrag, der jeder Person Rechte im Umweltschutz einräumt. Die Aarhus-Konvention begründet die Verpflichtung der Mitgliedsstaaten, aktiv Informationen zu beschaffen und der Öffentlichkeit bereitzustellen. Sie enthält die Verpflichtung der Vertragspartner, schrittweise ein zusammenhängendes, landesweites System von Verzeichnissen oder Registern zur Erfassung der Umweltverschmutzung in Form einer strukturierten, computerunterstützten und öffentlich zugänglichen Datenbank aufzubauen.
Österreich legte für die dritte Vertragsstaatenkonferenz im Juni 2008 in Riga den ersten Umsetzungsbericht zur Konvention vor, der seither mehrfach aktualisiert wurde.
Mit der Novelle des Umweltinformationsgesetzes 2004, BGBl. Nr. 495/1993 idF BGBl. I Nr. 6/2005, hat Österreich die Europäische Richtlinie 2003/4/EG am 14. Februar 2005 auf Bundesebene in nationales Recht umgesetzt. Über die Umsetzung ist der Europäischen Kommission im Jahr 2009 Bericht zu erstatten.

## Ziele des UIG 2004
- Erweiterter Umweltinformationsbegriff
  - Umwelt, Gesundheit, Sicherheit
- Erweiterter Behördenbegriff
  - Alle – nicht nur Umwelt – Behörden in Bund, Ländern, Kommunen
- Erweiterte Informationspflicht
  - Nachweis von Daten, Adressen, Zuständigkeiten (Metadaten)
  - Aktiver Zugang zu Daten und Informationen
  - fristgerechte Bearbeitung von Anfragen (1 Monat)
- Harmonisierung
  - Standardisierung von Umwelt-Metadaten
  - Harmonisierende Wirkung bez. Informationsangebot und Bereitstellungsmethoden
- Verbesserte Rechtsdurchsetzung
- Koordinierungsstelle für Umweltinformationen

### Passive Umweltinformation
Zugang zu den bei den informationspflichtigen Stellen vorhandenen oder für diese bereitgehaltenen Umweltinformationen.

### Aktive Umweltinformation
Förderung der systematischen und umfassenden Verfügbarkeit und Verbreitung von Umweltinformationen, vorwiegend durch elektronische Kommunikationsmedien mit einem Umweltinformationssystem.
Mindestanforderungen für aktiv zu verbreitende Umweltinformationen:
- Die Normen völkerrechtlicher Verträge, des Gemeinschafts- und nationalen Rechts
- Politische Konzepte, Pläne und Programme
- Umsetzungsberichte bzw. ihre zusammengefasste Darstellung
- Umweltzustandsberichte insbesondere Umweltkontrollberichte
- Daten aus der Überwachung von Tätigkeiten, die sich auf die Umwelt auswirken oder wahrscheinlich auswirken;
- Genehmigungsbescheide, die erhebliche Auswirkungen auf die Umwelt haben, und Umweltvereinbarungen
- Umweltverträglichkeitsprüfungen und Risikobewertungen

## Koordinierungsstelle für Umweltinformationen (KUI)
Beim Umweltbundesamt ist gemäß § 10 UIG 2004 eine Koordinierungsstelle für Umweltinformationen (KUI) eingerichtet, deren Ziel es ist, den einfachen Zugang zu Umweltinformationen für jedermann sicherzustellen, indem
- eine Liste von informationspflichtigen Stellen[3] geführt wird, die über Umweltinformationen verfügen,
- der Informationsaustausch zwischen diesen Stellen sichergestellt wird,
- die aktive Verbreitung von Informationen gefördert wird (Internet-Portal, One-Stop-Shop)
- die hohe Qualität der Umweltinformation gewährleistet wird und
- eine möglichst gute Vergleichbarkeit der unterschiedlichen Informationen angestrebt wird.

Dabei werden die informationspflichtigen Stellen in der Weise koordiniert, dass die Umweltinformationen verständlich, exakt, vergleichbar und möglichst aktuell sind, sodass dadurch das allgemeine Umweltbewusstsein und der Umweltschutz verbessert und erhöht werden können.
Diese Systematisierung gewährleistet, dass Umweltinformationen durch die informationspflichtigen Stellen zunehmend öffentlich gemacht und verbreitet werden, wobei diese Informationen insbesondere durch elektronische Informations- und Kommunikationstechnologien zur Verfügung stehen werden.

## E-Government Arbeitsgruppe „Umweltinformation“
Die Projektgruppe Umweltinformation – PG UI befasst sich mit der Vorgangsweise einer gemeinsamen Umsetzung der Anforderungen des Umweltinformationsgesetzes UIG 2004 im Rahmen der Kooperation BLSG (Bund – Länder – Städte – Gemeinden) (E-Governmentprozess).
Die Förderung der systematischen wie auch umfassenden Verfügbarkeit und Verbreitung von Umweltinformationen auf den Internetportalen der Behörden (der informationspflichtigen Stellen) steht dabei im Vordergrund.
Eine wesentliche Zielsetzung ist die Errichtung eines zentralen Umweltinformationsportals (One-Stop-Shop) in Österreich analog zum Umweltportal Deutschland. Die vorgesehenen Internetanwendungen werden von der Projektgruppe Umweltinformation vorbereitet.